# Euplectrus nyctemerae
Euplectrus nyctemerae är en stekelart som beskrevs av Crawford 1912. Euplectrus nyctemerae ingår i släktet Euplectrus och familjen finglanssteklar. Inga underarter finns listade i Catalogue of Life.